# Kokalane
Kokaljane (bułg. Кокаляне) – wieś w Bułgarii; 1900 mieszkańców (2010).